# Bleach: Memories of Nobody
Bleach: Memories of Nobody é o primeiro filme da série Bleach, dirigido por Noriyuki Abe e escrito por Masashi Sogo. Foi o primeiro filme baseado no anime e mangá Bleach e estreou nos cinemas japoneses no dia 16 de dezembro de 2006. O DVD foi lançado no Japão em 5 de setembro de 2007. Para promover o filme, a abertura e o encerramento do anime foram substituídos por imagens do filme entre o episódio 106 e 109. A música-tema de Memories of Nobody é "Senno Yoruwo Koete" (千の夜をこえて) interpretada por Aqua Timez.

## Sinopse
Na cidade de Karakura, espíritos não identificados apareceram repentinamente. Ao tentar impedir esse espíritos, Ichigo Kurosaki e Rukia Kuchiki veem Senna, a misteriosa shinigami detendo todos eles. Senna se recusa a responder todas as perguntas de Ichigo, assim, ele é forçado a segui-la enquanto Rukia tenta descobrir o que são aquele espritios.
Ao mesmo tempo, na Soul Society, o mundo real é refletido de repente no céu. Toushirou Hitsugaya e Rangiku Matsumoto são mandados para investigar. Após encontrarem Ichigo, discutem os eventos na Loja Urahara, onde Kisuke Urahara explica que há uma dimensão entre a Soul Society e o mundo real, conhecida como o "Vale dos Gritos" e que ela se expandiu ao ponto que está conectando os dois mundos. As almas que Ichigo tinha visto são denominadas Blanks, almas que além de se perderem entre os dois mundos, perderam também as suas memórias. Os Blanks são criados no Vale dos Gritos, mas sozinhos não poderiam ser responsáveis pelo fenômeno entre os mundos. As memórias perdidas de todas as almas deram forma em um único ser que é conhecido como o Rosário de Memórias, e Ichigo precisa procurá-lo.

## Novos personagens
- Senna (茜雫)

Senna, de olhos laranjas e cabelo meio roxo, adora amarrar seu cabelo com fitas que combinem com ela, principalmente vermelho; se diz uma Shinigami, mas não se lembra a qual esquadrão pertence. Ainda assim, por algum motivo guarda lembranças de sua vida como humana, algo extremamente raro entre os Shinigamis. Aparenta ser uma garotinha bem nova. Foi encontrada por Rukia e Ichigo quando os espíritos sem memória (Blanks) os atacavam. Neste momento, Senna apareceu e derrotou vários espíritos.
Na verdade, Senna é um aglomerado das memórias de todos os Blanks, o "rosário das memórias". Depois que isso é descoberto, eles entendem o motivo dela não estar registrada em nenhum dos 13 esquadrões de proteção, e de ter uma faixa vermelha no quimono, e não a usual branca. Sua Zanpakuto (Mirokumaru) na verdade tinha sido perdida a muitos anos na dimensão que os Blanks se reúnem, sendo este um dos motivos pelo qual a Soul Society descobriu sua real identidade. Senna também aparece como uma personagem jogável em Bleach: Heat the Soul 5, 6 e 7.

## Elenco
| Personagem                   | Dublador           |
| ---------------------------- | ------------------ |
| Ichigo Kurosaki              | Masakazu Morita    |
| Rukia Kuchiki                | Fumiko Orikasa     |
| Uryū Ishida                  | Noriaki Sugiyama   |
| Yasutora Sado                | Hiroki Yasumoto    |
| Orihime Inoue                | Yuki Matsuoka      |
| Senna                        | Chiwa Saitō        |
| Kon                          | Mitsuaki Madono    |
| Kisuke Urahara               | Shinichiro Miki    |
| Tessai Tsukabishi            | Kiyoyuki Yanada    |
| Jinta Hanakari               | Takako Honda       |
| Ururu Tsumogiya              | Noriko Shitaya     |
| Renji Abarai                 | Kentarō Itō        |
| Byakuya Kuchiki              | Ryōtarō Okiayu     |
| Toshiro Hitsugaya            | Romi Park          |
| Rangiku Matsumoto            | Kaya Matsutani     |
| Kenpachi Zaraki              | Fumihiko Tachiki   |
| Yachiru Kusajishi            | Hisayo Mochizuki   |
| Ikkaku Madarame              | Nobuyuki Hiyama    |
| Yumichika Ayasegawa          | Jun Fukuyama       |
| Mayuri Kurotsuchi            | Ryūsei Nakao       |
| Akon                         | Keiji Okuda        |
| Rin Tsubokura                | Miho Saiki         |
| Genryūsai Shigekuni Yamamoto | Masaaki Tsukada    |
| Shunsui Kyoraku              | Akio Ōtsuka        |
| Jushiro Ukitake              | Hideo Ishikawa     |
| Soi Fon                      | Tomoko Kawakami    |
| Izuru Kira                   | Takahiro Sakurai   |
| Shuhei Hisagi                | Katsuyuki Konishi  |
| Tetsuzaemon Iba              | Rintarou Nishi     |
| Isshin Kurosaki              | Toshiyuki Morikawa |
| Karin Kurosaki               | Rie Kugimiya       |
| Yuzu Kurosaki                | Ayumi Sena         |
| Ganryu                       | Masashi Ebara      |
| Jai                          | Dai Matsumoto      |
| Benin                        | Yoko Somi          |
| Riyan                        | Daisuke Egawa      |
| Bau                          | Hajime Iijima      |
| Mue                          | Takashi Kondo      |
| Yasuda Dai Circus            | Eles mesmos        |

## Recepção
Bradley Meek do T.H.E.M. Anime Reviews pensou que não gostaria do filme e ficou surpreso ao perceber que tinha gostado dele. Ele achou que o filme foi feito apenas para agradar aos fãs e que eles ficariam satisfeitos. Ele criticou a sequência de abertura e algumas outras cenas que ele achou excessivamente confusas e incoerentes, mas elogiou Senna qualificando-a como "uma personagem doce [e] que é agradável praticamente desde o primeiro quadro." Escrevendo para o Anime News Network (ANN), Carl Kimlinger concordou que o filme foi feito principalmente para os fãs da série e que seria confuso para quem desconhece a franquia. Embora tenha achado que o filme seguiu a fórmula básica para "adaptações cinematográficas de séries shounen de longa duração" e tentou apresentar muitas coisas novas em um curto período de tempo, Kimlinger também achou Memories of Nobody "totalmente divertido." Carlo Santos também do ANN, descreveu o filme como "um episódio filler estendido" com "personagens descartáveis", no entanto, ele notou que, com um orçamento de produção cinematográfico, o filme é uma "compilação do 'melhor de' todos os shikai, bankai e estilos de luta que fazem a série tão dinâmica." Ele teve opiniões diversas sobre a trilha sonora do filme, observando que a maioria das músicas vieram da série e elogiou as poucas novas canções dizendo que elas são "bem escritas" e bem utilizadas.
Beth Accomando da rádio KPBS, afiliada a Universidade Estatal de San Diego, elogiou o trabalho artístico e complexa mistura de temas e idealismos apresentados na história. Nomeadamente, ela achou o conceito de "Blanks" transmitiu "uma profunda tristeza espiritual que fornece uma profundidade inesperada para este thriller de ação sobrenatural". Chris Beveridge do Mania.com disse que o filme atingiu suas expectativas com "elevados valores de produção, um sólido roteiro previsível e alguns designs realmente engenhosos" mas salientou que a seu ponto fraco era a sua falta de relevância para a série e não oferecer nenhum desenvolvimento permanente.